# Німецький цвинтар (Винники)
Винниківський німецький цви́нтар — один з цвинтарів біля Львова, на якому поховані винниківські німці — жителі колонії Вайнберґен (Винники). Цвинтар знаходиться у парку по вул. Сахарова (діяв з 1785 р. по 1944 р.). На початку 1950-х рр. цвинтар був зруйнований комуністичним режимом. Поруч знаходиться колишня військова частина.
На цвинтарі знаходиться братська могила. Там поховані винниківчани, яких ростріляли головорізи з НКВС у Винниках 28 червня 1941 р.
Тут знайшли свій останній спочинок вчитель, директор гімназії Василь Григорович Лученко (мав 70 років); лікар К. Становський (мав 72 роки), його теща (мала 80 років) і рідна сестра дружини (мала 67 років); Теодор Іванович Сеньків (мав 56 років); чоловік і жінка, що проживали на вулиці Галицькій (прізвища невідомі).
Через два дні потайки, щоб не дізналися москалі, рідні та сусіди поховали усіх загиблих на найближчому цвинтарі — німецькому (адже їх було замордовано в околицях колишнього вокзалу, де вони проживали). Старожили розповідали, що коли ховали жертв сталінського терору, то цього жахіття не витримали і тварини. Коні на яких перевозили тіла замордованих, від запаху крові і відчуття смерті сполошилися; господар знайшов їх аж біля с. Підбірці.
У 1941 р. на цвинтарі було поховано 14 солдатів Вермахту. За припущенням німецьких експертів — у 1944 р. тут був похований також німецький генерал.
На початку 1990-х рр., з ініціативи греко-католицької громади м. Винники та з допомогою представників Німеччини, цвинтар було впорядковано (встановлено пам'ятну плиту, на братській могилі встановили хрест і пам'ятну табличку про те, що в ній поховано невинно закатованих москало-більшовиками семеро винниківчан).